# Shannon Tavárez
Shannon Skye Tavárez (* 20. Januar 1999 in Bellerose, Queens, New York City; † 1. November 2010 in New Hyde Park, New York) war eine US-amerikanische Musicaldarstellerin.

## Leben
Tavarez besuchte die Public School 176 in Queens. Bei einem offenen Vorsprechen wurde sie 2008 für die Rolle der Nala in der Broadway-Produktion des Disney-Musicals Der König der Löwen ausgewählt. Ab September 2009 trat sie sieben Monate im Minskoff Theatre in New York auf.
Im April 2010 wurde bei ihr akute myeloische Leukämie diagnostiziert. Nachdem keine Knochenmarkspender gefunden werden konnten, stellte das DKMS Americas (der amerikanische Ableger der Deutschen Knochenmarkspenderdatei) ein Video ins Internet, in dem Tavarez um Hilfe bat. Verschiedene bekannte Künstler, darunter Alicia Keys, Rihanna und 50 Cent baten ihre Fans daraufhin, sich als potentielle Spender registrieren zu lassen.
Shannon Tavarez starb im Alter von elf Jahren im Steven and Alexandra Cohen Children’s Medical Center (Teil des Long Island Jewish Medical Centers) in New York City.